# Бренвіль (Приморська Сена)
Бренві́ль (фр. Brunville) — колишній муніципалітет у Франції, у регіоні Нормандія, департамент Приморська Сена. Населення — 263 осіб (2011).
Муніципалітет був розташований на відстані близько 150 км на північний захід від Парижа, 60 км на північ від Руана.

## Історія
До 2015 року муніципалітет перебував у складі регіону Верхня Нормандія. Від 1 січня 2016 року належав до нового об'єднаного регіону Нормандія.
1 січня 2016 року Бренвіль, Ассіньї, Окменій, Бельвіль-сюр-Мер, Берневаль-ле-Гран, Бівіль-сюр-Мер, Бракмон, Дершиньї, Глікур, Гушопр, Грені, Гільмекур, Ентравіль, Панлі, Сен-Мартен-ан-Кампань, Сен-Кантен-о-Боск, Токвіль-сюр-Е i Турвіль-ла-Шапель було об'єднано в новий муніципалітет Петі-Ко.

## Демографія
Динаміка населення (INSEE ):
Розподіл населення за віком та статтю (2006):
| Стать | Всього | До 15 років | 15-24 | 25-44 | 45-64 | 65-85 | Понад 85 |
| --- | ------ | ----------- | ----- | ----- | ----- | ----- | -------- |
| Чоловіки | 145    | 49          | 20    | 44    | 16    | 16    | 0        |
| Жінки | 88     | 12          | 8     | 32    | 20    | 16    | 0        |
| \| Статево-вікова піраміда \| Статево-вікова піраміда \| Статево-вікова піраміда \| \| ----------------------- \| ----------------------- \| ----------------------- \| \| Чоловіки \| Вік \| Жінки \| \| 0 \| 85 + \| 0 \| \| 0 \| 80-84 \| 0 \| \| 0 \| 75-79 \| 0 \| \| 16 \| 70-74 \| 8 \| \| 0 \| 65-69 \| 8 \| \| 0 \| 60-64 \| 4 \| \| 4 \| 55-59 \| 0 \| \| 12 \| 50-54 \| 8 \| \| 0 \| 45-49 \| 8 \| \| 8 \| 40-44 \| 4 \| \| 4 \| 35-39 \| 4 \| \| 20 \| 30-34 \| 8 \| \| 12 \| 25-29 \| 16 \| \| 4 \| 20-24 \| 8 \| \| 16 \| 15-20 \| 0 \| \| 4 \| 10-14 \| 4 \| \| 16 \| 5-9 \| 0 \| \| 29 \| 0-4 \| 8 \| |        |             |       |       |       |       |          |
| Статево-вікова піраміда |        |             |       |       |       |       |          |
| Чоловіки | Вік    | Жінки       |       |       |       |       |          |
| 0 | 85 +   | 0           |       |       |       |       |          |
| 0 | 80-84  | 0           |       |       |       |       |          |
| 0 | 75-79  | 0           |       |       |       |       |          |
| 16 | 70-74  | 8           |       |       |       |       |          |
| 0 | 65-69  | 8           |       |       |       |       |          |
| 0 | 60-64  | 4           |       |       |       |       |          |
| 4 | 55-59  | 0           |       |       |       |       |          |
| 12 | 50-54  | 8           |       |       |       |       |          |
| 0 | 45-49  | 8           |       |       |       |       |          |
| 8 | 40-44  | 4           |       |       |       |       |          |
| 4 | 35-39  | 4           |       |       |       |       |          |
| 20 | 30-34  | 8           |       |       |       |       |          |
| 12 | 25-29  | 16          |       |       |       |       |          |
| 4 | 20-24  | 8           |       |       |       |       |          |
| 16 | 15-20  | 0           |       |       |       |       |          |
| 4 | 10-14  | 4           |       |       |       |       |          |
| 16 | 5-9    | 0           |       |       |       |       |          |
| 29 | 0-4    | 8           |       |       |       |       |          |

## Економіка
2010 року серед 168 осіб працездатного віку (15—64 років) 127 були активними, 41 — неактивною (показник активності 75,6%, у 1999 році було 74,3%). З 127 активних мешканців працювало 110 осіб (66 чоловіків та 44 жінки), безробітними було 17 (8 чоловіків та 9 жінок). Серед 41 неактивної 14 осіб було учнями чи студентами, 4 — пенсіонерами, 23 були неактивними з інших причин.

У 2010 році в муніципалітеті числилось 82 оподатковані домогосподарства, у яких проживали 248,5 особи, медіана доходів виносила 14 466 євро на одного особоспоживача